# Torsåkers kyrka, Gästrikland
Torsåkers kyrka är en kyrkobyggnad i Torsåker. Den tillhör Torsåkers församling i Uppsala stift.

## Kyrkobyggnaden
En tidigare kyrka på platsen uppfördes omkring år 1200. År 1684 tillbyggdes ett sidoskepp vid södra sidan.
Nuvarande treskeppiga kyrka uppfördes 1754–1758. Kyrkan består av ett långhus med polygonalt kor i öster och ett kyrktorn med huvudingång i väster. Vid norra sidan finns en utbyggd sakristia.

## Inventarier

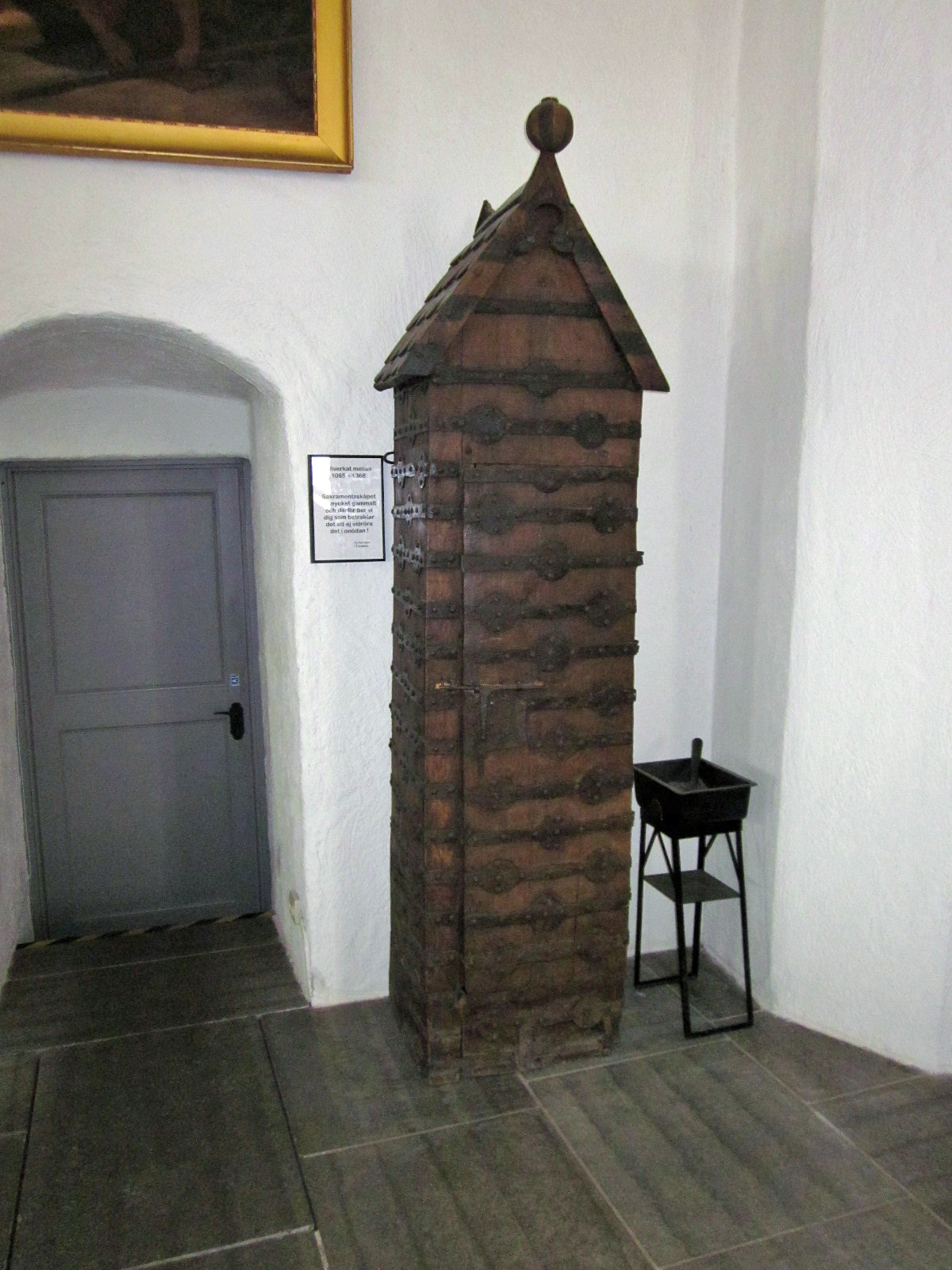
Sakramentsskåp tillverkat 1065-1368

- Altaruppsatsen från 1691 och predikstolen är båda tillverkade av Mårten Jönsson.
- Två runstenar, Gs 7 och Gs 8, är från 1000-talet.

### Orgel
- 1730 byggde Daniel Stråhle en orgel med 10 stämmor. Orgeln reparerades 1758 av Anders Bergstedt, Husby.
- 1856 byggde Carl Johan Lund, Stockholm en orgel med 24 stämmor.
- Den nuvarande orgeln byggdes 1928 av E H Eriksson och J A Johnsson, Sundbybergs stad och hade 22 stämmor, två manualer och pedal. Orgeln är pneumatisk och har två fria kombinationer, tutti, automatisk pedalväxling och registersvällare. Den har ett tonomfång på 56/30. Fasaden är från 1856 års orgel. Orgeln byggdes om och tillbyggdes med ett kronverk II 1958 av Olof Rydén, Stockholm.

| Huvudverk I   | Kronverk II   | Svällverk III     | Pedal         | Koppel |
| Borduna 16´   | Gedackt 8'    | Salicional 8´     | Violon 16´    | I/P    |
| Principal 8´  | Principal 4'  | Dubbelflöjt 8'    | Subbas 16'    | II/P   |
| Rörflöjt 8'   | Täckflöjt 4'  | Kvintadena 8'     | Principal 8'  | III/P  |
| Oktava 4'     | Waldflöjt 2'  | Bachflöjt 4'      | Gedackt 8'    | II/I   |
| Spetsflöjt 4' | Kvinta 1 1⁄3' | Nasard 2 2⁄3'     | Nachthorn 4'  | III/I  |
| Kvinta 2 2⁄3' | Cymbel II     | Principal 2'      | Kvintadena 2' | III/II |
| Oktava 2'     | Krumhorn 8'   | Ters 1 3⁄5'       | Mixtur IV     |        |
| Mixtur IV     | Tremulant     | Oktava 1'         | Basun 16'     |        |
| Trumpet 8'    |               | Scharf III        |               |        |
|               |               | Oboe 8'           |               |        |
|               |               | Tremulant         |               |        |
|               |               | Crescendosvällare |               |        |

#### Kororgel
Kororgeln byggdes 1978 av A Mårtenssons Orgelfabrik AB, Lund. Orgeln är mekanisk och har slejflådor. Tonomfånget är på 56/27 och slejfdelningen är vid b0/h0.
| Manual              | Pedal      | Koppel   |
| Gedackt 8' B/D      | Subbas 16' | Man/Ped. |
| Principal 4' B/D    |            |          |
| Rörflöjt 4' B/D     |            |          |
| Waldflöjt 2' B/D    |            |          |
| Sesquialtera II B/D |            |          |
| Cymbel II           |            |          |
| Crescendosvällare   |            |          |